# Grand Cay
Grand Cay é um dos 32 distritos das Bahamas e também uma das suas ilhas. Sua localização é ao norte da capital do arquipélago, Nassau.